# Abdoulaye Oualy
Abdoulaye Oualy, né le 17 mai 1998 à Tambacounda (Sénégal), est un footballeur sénégalais qui joue au poste d'ailier gauche au ASC Jaraaf.

## Biographie
Abdoulaye Oualy est un footballeur sénégalais né le 17 mai 1998 à Tambacounda qui évolue au poste d'attaquant. Il a commencé sa carrière à Don Bosco FC, un club à Tambacounda où il allie sport et étude. Ensuite, Abdoulaye Oualy rejoint le TP Diamono à Kaolack en 2018 avant de s'engager avec les Huiliers de Diourbel de ASC Sonacos en 2019. Après quatre années passées chez le club fanion de Diourbel, Abdoulaye Oualy signe à l'ASC Jaraaf de Dakar en septembre 2023. Avec le club de la Médina, Abdoulaye Oualy réussit à remporter le championnat du Sénégal en 2025.

## Palmarès
ASC Jaraaf
- Championnat du Sénégal
  - Champion : 2025
- Coupe du Sénégal
  - Finaliste : 2025